# Youriï Lypa
Pour les articles homonymes, voir Lipa.
Youriï Lypa (en ukrainien : Липа Юрій Іванович, en polonais : Jurij Łypa) était un médecin, homme politique, traducteur et poète né le 1900 à Odessa et mort en 20 août 1944 dans le raïon de Yavoriv.

## Biographie
Né Hryhoriy Andriyovych Gerachtchenko de l'union du prêtre Hryhori Pryhoj (Григорі Прихожi) et de Yevlampia Ivanovna (Євлампією Іванівною), il fut adopté par la famille d'Ivan Lypa.
Il fit des études à l'Université d'Odessa en droit et en 1922 à l'Université de médecine Karol-Marcinkowski en médecine.

## Hommages
L'hôpital régional Youri Lipa de Lviv.